# Helina spinifera
Helina spinifera är en tvåvingeart som först beskrevs av Stein 1914.  Helina spinifera ingår i släktet Helina och familjen husflugor.
Artens utbredningsområde är Kenya. Inga underarter finns listade i Catalogue of Life.